# دایزنهاوزن
دایزنهاوزن (به آلمانی: Deisenhausen) یک شهر در آلمان است که در گونتسبورگ واقع شده‌است.